# Golda (pel·lícula)
Golda és un drama històric biogràfic del 2023 dirigida per Guy Nattiv i escrita per Nicholas Martin. La pel·lícula mostra les accions de Golda Meïr, la quarta primera ministra d'Israel, durant la guerra del Yom Kippur. És protagonitzada per Helen Mirren, Camille Cottin i Liev Schreiber. S'ha subtitulat al català.
Va rebre la seva estrena mundial al Festival Internacional de Cinema de Berlín de 2023 el 20 de febrer de 2023. Va ser estrenada als Estats Units per Bleecker Street i Shivhans Pictures el 25 d'agost de 2023 i va ser estrenada al Regne Unit i Irlanda per Vertical Entertainment i MetFilm Distribution el 6 d'octubre de 2023. La pel·lícula va rebre una nominació a Millor maquillatge i perruqueria als Premis Oscar de 2023.

## Argument
L'octubre de 1973, l'agència d'intel·ligència israeliana Mossad rep informació que implica que Egipte i Síria s'estan preparant per iniciar una campanya militar contra Israel, que transmet ràpidament a la primera ministra israeliana, Golda Meïr. Meïr menysprea la intel·ligència, assenyalant la seva incapacitat per iniciar un contrapla sense el suport del seu ministre de Defensa, Moixé Dayan, que és igualment escèptic.
El 6 d'octubre, el dia sagrat dels jueus del Iom Kippur, el cercle íntim de Meïr l'informa que Egipte ha acumulat una gran força enfront del canal de Suez, concloent que les hostilitats començarien al capvespre. Tot i que s'adona de la seva tardança a preparar-se adequadament, Meïr es nega a fer un moviment preventiu, en lloc d'ordenar una mobilització parcial per fer front a l'amenaça. No obstant això, se sorprèn quan l'atac comença aviat. Dayan, que és enviat a inspeccionar els Alts del Golan a la frontera amb Síria, s'horroritza al descobrir que Síria ha llançat un atac a fons contra les tropes israelianes mal preparades. Atordit, intenta dimitir; Meïr l'en dissuadeix, però perd la confiança en ell.
Entre el 7 i el 8 d'octubre, amb Egipte i Síria aconseguint guanys a Israel, el cap d'estat major de la Força de Defensa d'Israel, el tinent general David Elazar, proposa alleujar les fortificacions israelianes a la península del Sinaí utilitzant la 162a Divisió dirigida pel general Avraham Adan. Malgrat l'oposició del cap del Mossad, Zvi Zamir, el pla continua, però els egipcis derroten la força israeliana. L'endemà, amb l'ofensiva siriana alentida, Dayan proposa un atac aeri a la capital siriana Damasc per pressionar Egipte. Tanmateix, amb l'escassetat d'avions, la Força Aèria Israeliana no pot continuar. En resposta, Meïr demana al secretari d'Estat dels Estats Units, Henry Kissinger, que li proporcioni avions excedents, cosa que accepta a contracor, tot i que expressa que és problemàtic per als Estats Units augmentar el seu suport a Israel a causa de la crisi del petroli de 1973.
El cinquè dia, enmig de les tensions creixents, el major general Ariel Sharon proposa una operació per creuar el canal de Suez utilitzant la 143a divisió per desafiar el Segon i Tercer exèrcits egipcis. Zvi informa Meïr que la 4a i la 21a divisions egípcies travessarien el canal en dos dies, deixant la capital egípcia, el Caire, sense defensa en cas d'atac. Segons la informació, els egipcis creuen el canal, es troben amb la resistència de les forces de tancs israelianes dirigides pel tinent general Haim Bar-Lev i són derrotats.
El 15 d'octubre, les forces de Sharon creuen el canal en un punt no defensat anomenat "Granja Xinesa". Són emboscats per unitats egípcies, però mantenen les seves posicions. Mentrestant, Elazar es prepara per envoltar el Tercer Exèrcit tallant Suez del Caire, cosa que obligaria Egipte a negociar. Al mateix temps, Kissinger fa una visita privada a Meïr i l'insta a acceptar un alto el foc. Meïr segueix amb el seu pla de totes maneres, que finalment obliga Egipte a converses.
Al vintè dia, ambdues parts acorden continuar les converses diplomàtiques i intercanviar presoners de guerra, concloent efectivament el conflicte. No obstant això, Zvi informa en privat a Meïr que el cap d'intel·ligència militar, el general Eli Zeira, s'havia descuidat de supervisar adequadament els senyals d'intel·ligència del bàndol egipci, la qual cosa va permetre que Israel fos atacat desprevingut. Encara que horroritzada, opta per assumir la culpa, en lloc de revelar l'existència del sistema d'escolta. Malgrat la victòria, la intensitat del conflicte infligeix un peatge emocional a l'anciana Meïr, que pateix càncer.
Un any més tard, el 1974, Meïr declara davant la Comissió Agranat sobre la seva conducta en la guerra. Afirma de manera extraordinària que, malgrat la seva incertesa inicial, sentia que la guerra era certa. Quatre anys més tard, el 8 d'octubre de 1978, una Meïr enllitada mor veient les imatges de la seva reunió amb el president egipci Anwar Sadat un any abans.
L'epíleg de la pel·lícula revela que la Comissió va netejar Meïr de qualsevol delicte i que va viure fins a veure la signatura dels Acords de Camp David, les primeres mesures formals de pau entre Israel i els seus veïns àrabs.

## Repartiment
- Helen Mirren com a Golda Meïr, Primera ministra d'Israel
- Camille Cottin com a Lou Kaddar, secretària privada de Golda Meïr
- Rami Heuberger com a Moixé Dayan, ministre de Defensa d'Israel
- Rotem Keinan com a Zvi Zamir, director del Mossad
- Emma Davies com a senyoreta Epstein, una mecanògrafa a l' oficina del primer ministre
- Lior Ashkenazi com el tinent general David "Dado" Elazar, el cap d'estat major de les FDI
- Dominic Mafham com el tinent general Haim Bar-Lev, comandant del Comandament Sud
- Dvir Benedek com a major general Eli Zeira, director d'Intel·ligència Militar
- Ed Stoppard com el major general Benny Peled, comandant de la Força Aèria Israeliana
- Ohad Knoller com el major general Ariel "Arik" Sharon, comandant de la 143a divisió de les FDI
- Liev Schreiber com Henry Kissinger, secretari d'Estat dels Estats Units
- Jaime Ray Newman com a secretari d'Henry Kissinger

## Producció

### Desenvolupament
L'abril de 2021, es va anunciar que Helen Mirren seria el protagonista, amb Guy Nattiv per dirigir, un guió de Nicholas Martin. El novembre de 2021, Camille Cottin, Rami Heuberger, Lior Ashkenazi, Ellie Piercy, Ed Stoppard, Rotem Keinan, Dvir Benedek, Dominic Mafham, Ben Caplan, Kit Rakusen i Emma Davies es van unir al repartiment. El gener de 2022, Liev Schreiber va anunciar la seva participació.

### Filmació
El rodatge principal va començar el 8 de novembre de 2021 a Londres.

### Polèmica de càsting
Helen Mirren va interpretar a Golda Meir a instàncies del net de Meir, Gideon. El gener de 2022, l'actriu britànica Maureen Lipman i altres van criticar l'elecció del càsting perquè Mirren no era jueva, afirmant: "Estic segur que serà meravellosa, però mai no es permetria que Ben Kingsley interpretés Nelson Mandela. Simplement no hi vas poder anar." El mes següent, Mirren va respondre dient que Lipman era "totalment legítima" per criticar el seu càsting, i ella havia discutit la decisió de llançar-la a la pel·lícula amb el director Nattiv.

## Presentació
El juliol de 2021, Bleecker Street i ShivHans Pictures van adquirir els drets de distribució de la pel·lícula als Estats Units. L'agost de 2023, Vertical Entertainment va adquirir els drets de distribució del Regne Unit i Irlanda en col·laboració amb MetFilm Distribution.Es va estrenar al 73è Festival Internacional de Cinema de Berlín el 20 de febrer de 2023. També es va projectar al Festival de Cinema de Jerusalem el 13 de juliol de 2023. [16] Es va estrenar a Israel el 24 d'agost de 2023, per United King Films i als Estats Units l'endemà, el 25 d'agost de 2023. La pel·lícula es va estrenar en cinemes al Regne Unit i Irlanda el 6 d'octubre de 2023.
Golda es va llançar per a plataformes digitals el 19 de setembre de 2023, seguit d'un llançament en Blu-ray i DVD el 17 d'octubre de 2023.

## Recepció

### Taquilla
Als Estats Units i al Canadà, Golda es va estrenar juntament amb Gran Turismo, The Hill i Retribution, i s'havia previst recaptar al voltant d'un milió de dòlars en 883 sales de cinema el seu cap de setmana d'estrena. Va acabar la seva carrera amb 4,8 milions de dòlars als Estats Units i 6 milions de dòlars a tot el món.

### Resposta crítica
Al lloc web de l'agregador de ressenyes Rotten Tomatoes, el 52% de les crítiques de 122 crítiques són positives, amb una valoració mitjana de 5,8/10. El consens del lloc web diu: "Helen Mirren normalment és magistral en el paper del títol, però Golda mai no és molt més que una lliçó d'història acceptable presentada en forma de biopic en gran manera decebedora". Metacritic, que utilitza una mitjana ponderada, va assignar a la pel·lícula una puntuació de 48 sobre 100, basada en 27 crítics, indicant crítiques "mixtes o mitjanes".
La pel·lícula va ser descrita com a "propaganda israeliana típica" en una ressenya, de Ramzy Baroud, publicada a Arab News i Middle East Monitor.
Una crítica del New York Times d'Amy Nicholson va concloure que, en el context d'un atac per sorpresa a Israel, el guió, de Nicholas Martin, se centra en el recompte de cadàvers inquietants més que en la justícia del conflicte, on un "es queda amb la sensació que l'estrès d'aquests milers de vides escurçades també pot haver matat a ella (Golda)".

### Premis i nominacions
| Premi                                  | Data de la cerimònia   | Categoria                                | Receptor                                     | Resultat  | Ref.   |
| -------------------------------------- | ---------------------- | ---------------------------------------- | -------------------------------------------- | --------- | ------ |
| Premis Mundials de la Banda Sonora     | 21 d'octubre de 2023   | Descobriment de l'any                    | Dascha Dauenhauer                            | Nominat   | [ 22 ] |
| Cercle de Crítiques de Cinema de Dones | 18 de desembre de 2023 | Millor actriu                            | Helen Mirren                                 | 4t lloc   | [ 23 ] |
| Cercle de Crítiques de Cinema de Dones | 18 de desembre de 2023 | Millor igualtat de sexes                 | Golda                                        | Nominat   | [ 23 ] |
| Aliança de Dones Periodistes de Cinema | 3 de gener de 2024     | Gran dama per desafiar l'edat            | Helen Mirren (tambçe per Fast X)             | Nominat   | [ 24 ] |
| Premis AARP Movies for Grownups        | 17 de gener de 2024    | Millor actriu                            | Helen Mirren                                 | Nominat   | [ 25 ] |
| Premis Cinema per la Pau               | 19 de febrer de 2024   | Pel·lícula més valuosa de l'any 2024     | Guy Nattiv                                   | Guanyador | [ 26 ] |
| Gremi de Maquilladors i Perruquers     | 18 de febrer de 2024   | Millors efectes especials de maquillatge | Karen Thomas, Eva Susanna Johnson Theodosiou | Nominat   | [ 27 ] |
| Premis Oscar                           | 10 de març de 2024     | Millor maquillatge i perruqueria         | Karen Thomas, Eva Susanna Johnson Theodosiou | Nominat   | [ 28 ] |